# Martti Sipilä
Martti Kalervo Sipilä (* 11. Juli 1915 in Vehkalahti; † 10. April 2003 in Lahti) war ein finnischer Skilangläufer.
Sipilä, der für den Vehkalahden Veikot und den Lahden Hiihtoseura startete, belegte bei den nordischen Skiweltmeisterschaften 1938 in Lahti den 29. Platz über 18 km. Im folgenden Jahr errang er bei den Lahti Ski Games den dritten Platz über 18 km. Bei den Olympischen Winterspielen 1948 in St. Moritz nahm er am 50-km-Lauf teil, den er aber vorzeitig beendete. Bei finnischen Meisterschaften siegte er 1939, 1946 und 1947 mit der Staffel und zudem 1947 über 30 km.